# 彈琴臺之戰
彈琴臺之戰，又稱忠州之戰，是第一次朝鮮之役初期的一場戰鬥，發生在萬曆二十年/文祿元年（1592年）的陰曆四月二十八日。
朝鮮宣祖得知李鎰在尚州戰敗的消息後，任命左議政金命元為都元帥，坐鎮漢城；又將鎮守北部邊境的北道兵馬節度使申砬調往南方防禦。申砬曾在對女真的戰鬥中立下赫赫戰功，此時朝鮮宣祖已將全部的希望都放在申砬的身上。在申砬離開漢城的時候，宣祖把自己佩劍賜予了他，調動禁軍，並招募了不少弓箭手。
申砬的部下建議在慶尚道和忠清道交界的要塞鳥嶺遏制日軍的進兵，但申砬認為駐守鳥嶺無法遏制日軍，因此拒絕採納這個建議，決定在忠州附近的平原上交戰。
在得知日軍的迫近之後，申砬在忠州附近的彈琴臺佈置騎兵，背靠漢江，希望通過背水之陣來激勵朝鮮騎兵的士氣，而後使用騎兵迅速衝破日軍的火繩槍陣地。但申砬忽略了朝鮮軍裝備落後、日軍裝備優良這一點。朝鮮軍使用弓箭，而日軍使用火繩槍，因此朝鮮軍很難取勝。
廿七日，一名朝鮮士兵發現敵人，並報告申砬。但申砬認為他擾亂軍心，當即斬首示眾。而此時日軍將領小西行長偵知朝鮮軍的戰略後，當即決定對忠州的朝鮮軍發起攻擊。
廿八日，小西行長派有馬晴信、大村喜前、五島純玄率3700人偷襲忠州城。其餘日軍突襲彈琴臺；由小西行長率領7000人，對彈琴臺的朝鮮軍發起正面攻擊；宗義智、松浦鎮信分別率領3000人，沿著漢江江岸對朝鮮軍進行夾擊。
小西行長的正面部隊偃旗息鼓，其行跡被彈琴臺的樹木擋住，故而朝鮮軍難以發現。等到朝鮮軍發現時為時已晚，三路日軍已對朝鮮軍完成包圍。
申砬下令朝鮮騎兵衝擊日軍陣地，許多日軍士兵陣亡。三路日軍使用火繩槍對朝鮮軍進行猛烈射擊，並使用太刀奮勇向前。朝鮮軍戰心頓失，許多朝鮮騎兵跳入漢江被溺死。申砬奮力殺出重圍，逃往忠州城下，但發現忠州城已被日軍佔領，自感愧對宣祖，便自殺身亡。
宣祖得知朝鮮軍在忠州彈琴臺戰敗之後，對戰事徹底失望，帶著王族、大臣前往平壤避難。